# 艾莉絲·羅傑斯
艾莉絲·羅傑斯（Iris Rogers，1931年—），出生名艾莉絲·庫里（Iris Cooley），是一名前英格蘭羽球運動員。 
艾莉絲·羅傑斯在1950年代初期突顯出雙打能力來。她與茱恩·廷珀利在丹麥選手統治時期，贏得了三個全英羽球錦標賽女子雙打冠軍。她還與約翰·R·貝斯特一起奪得了全英混合雙打冠軍。雖然主要集中在雙打，艾莉絲·羅傑斯也是一名非常出色的單打選手，在1954年進入全英決賽之前輸給了茱蒂·德夫林。其他成功包括九個愛爾蘭公開賽冠軍、九個蘇格蘭公開賽冠軍，三個荷蘭公開賽，一個瑞典公開賽和一個丹麥公開賽冠軍。她在1966年英國金斯敦舉行的英聯邦運動會上與Angela M. Bairstow一起獲得銀牌。